# Кью-Гарденс — Юнион-Тернпайк (линия Куинс-бульвара, Ай-эн-ди)
|     |   |   |     |     |   |   |     |
| · л | · | · | · э | · э | · | · | · л |

|     |   |   |     |     |   |   |     |
| · л | · | · | · э | · э | · | · | · л |

«Кью-Гарденс — Юнион-Тернпайк» (англ. Kew Gardens–Union Turnpike) — станция Нью-Йоркского метрополитена, расположенная на линии Куинс-бульвара, Ай-эн-ди. Станция находится в Куинсе, в округах Кью Гаденс и Форест-Хилс, на пересечении Куинс-бульвара с Юнион-Тернпайк. На станции останавливаются маршруты: E (круглосуточно), F (круглосуточно) и <F> (в часы пик в пиковом направлении). Станция является северной конечной для маршрута E (часть рейсов в часы пик в пиковом направлении). Экспресс-пути используются маршрутом E (в будни днём). Локальные пути используются маршрутами: E (вечером, ночью и в выходные), F (круглосуточно) и <F> (в часы пик в пиковом направлении).
Станция открыта 31 декабря 1936 года. Она состоит из четырёх путей и двух островных платформ. С обоих концов станции расположено по одному перекрёстному съезду, которые не используются для постоянного движения поездов. Они позволяют переезжать с локального пути на экспресс-путь и наоборот в каждом направлении.
В названии станции упоминается улица Юнион-Тернпайк, которая является границей между районами Кью-Гаденс и Форест-Хилс. Выходы со станции ведут в каждый из районов. Выходы представлены мезонином, где находится турникетный павильон. Станция оборудована лифтами для пассажиров-инвалидов. Поблизости располагается станция Кью-Гарденс пригородной железной дороги LIRR.